# Seán Baptist Brady
Seán Baptist Brady (Drumcalpin, 16 agosto 1939) è un cardinale e arcivescovo cattolico irlandese, dall'8 settembre 2014 arcivescovo emerito di Armagh.

## Biografia
Dopo aver studiato in patria presso la Caulfield national school di Laragh, il St. Patrick's College di Cavan, il St. Patrick's College di Maynooth, si è trasferito a Roma dove ha frequentato il Pontificio Collegio Irlandese ed è stato ordinato sacerdote dal cardinale Luigi Traglia il 22 febbraio 1964. Nel 1967 si è laureato in diritto canonico presso la Pontificia Università Lateranense.
Subito dopo la laurea è tornato al St. Patrick's college di Cavan in qualità di docente. Nel 1980 è tornato a Roma per ricoprire l'incarico di vice-rettore del Pontificio Collegio Irlandese del quale è divenuto rettore nel 1987.
Tornato in patria nel 1993, è stato nominato parroco a Castletara, nella contea di Cavan.

### Ministero episcopale e cardinalato
Il 13 dicembre 1994 papa Giovanni Paolo II lo ha nominato arcivescovo coadiutore di Armagh, nell'Irlanda del Nord, e il 19 febbraio 1995 è stato consacrato vescovo dall'allora arcivescovo di Armagh, il cardinale Cahal Brendan Daly, coconsacranti l'arcivescovo Emanuele Gerada e il vescovo Gerard Clifford; il 1º ottobre 1996 è succeduto al dimissionario cardinal Daly e ha preso possesso dell'arcidiocesi il successivo 3 novembre.
Dal 1996 al 2014 è stato anche presidente della conferenza dei vescovi cattolici irlandesi.
È stato creato cardinale da papa Benedetto XVI nel concistoro del 24 novembre 2007, ricevendo il titolo dei Santi Quirico e Giulitta.
L'8 settembre 2014 papa Francesco ha accettato la sua rinuncia al governo pastorale dell'arcidiocesi di Armagh per raggiunti limiti di età.
Il 16 agosto 2019, compiendo l'ottantesimo anno di età, ha perso il diritto di entrare in conclave.

## Genealogia episcopale e successione apostolica
La genealogia episcopale è:
- Cardinale Scipione Rebiba
- Cardinale Giulio Antonio Santori
- Cardinale Girolamo Bernerio, O.P.
- Arcivescovo Galeazzo Sanvitale
- Cardinale Ludovico Ludovisi
- Cardinale Luigi Caetani
- Cardinale Ulderico Carpegna
- Cardinale Paluzzo Paluzzi Altieri degli Albertoni
- Papa Benedetto XIII
- Papa Benedetto XIV
- Papa Clemente XIII
- Cardinale Giovanni Carlo Boschi
- Cardinale Bartolomeo Pacca
- Papa Gregorio XVI
- Cardinale Castruccio Castracane degli Antelminelli
- Cardinale Paul Cullen
- Arcivescovo Joseph Dixon
- Arcivescovo Daniel McGettigan
- Cardinale Michael Logue
- Cardinale Joseph MacRory
- Cardinale John Francis D'Alton
- Cardinale William John Conway
- Cardinale Cahal Brendan Daly
- Cardinale Seán Baptist Brady

La successione apostolica è:
- Vescovo John McAreavey (1999)
- Vescovo Brendan Kelly (2008)
- Arcivescovo Noël Treanor (2008)
- Vescovo Liam Seán MacDaid (2010)
- Arcivescovo Eamon Martin (2013)
- Vescovo Francis Duffy (2013)